# 雄黃/青黛
雄黃/青黛（Realgar/Indigo naturalis，RIF）又名复方黄黛，用于治疗急性早幼粒细胞白血病的口服药物。效果与三氧化二砷相似。常与全反式维甲酸（all-trans-retinoic acid，ATRA）併用。
副作用可能包括腹痛和皮疹。它由雄黄（四硫化四砷）、青黛、丹参根和孩兒蔘根组成。作用機轉為分解癌蛋白视黄酸受体α。
雄黃/青黛于 20 世纪 80 年代开发，并于 2009 年在中国取得医疗使用取可。名列世界卫生组织基本药物标准清单。产于中国，起初是一种中成药。藥價比注射三氧化二砷便宜，2017年中国国内价格约为每年六万元。至 2019 年底，此药尚未取得美国和欧洲的醫療使用許可。

## 成分
世卫组织记录显示此物以含有药物混合方270mg的药片提供，其中30mg是四硫化四砷 As4S4。2004年的中国专利显示成分为12-18%为雄黄（90-95% As4S4）、25-42%青黛、36-46%丹参（分开水提）、12-18%孩儿参。

## 药理
现代医学下的机理和三氧化二砷相似，都是将PML-RARα致癌蛋白从核质转移到核基质，促进其分解。砷也促进PML-RARα的泛素化，使蛋白酶体将其视为目标。王等人（2008）还声称其他药所含靛玉红和丹参酮IIA可以提供协同效应，增加效果。这两种物质单独用没有效果。
药代动力学也和三氧化二砷相似。

## 社会和文化

### 历史
青黄散是由靛蓝和雄黄组合而成的药物，在古代中医学文献中有所记载。20世纪60年代，中国中医科学院西苑医院的周爱祥尝试将这种组合用于白血病治疗并取得一些效果。20世纪80年代，沈阳军区戏剧院医院的黄世林提出了当前的配方，同样仅基于中医理论进行论证。目前尚不清楚黄世林是否了解张亭栋在20世纪70年代关于三氧化二砷的研究工作。
1995年，该药物在中国人民解放军卫生系统内获得批准。2002年获准开始正式临床试验，2004年获得专利，随后于2009年获准在中国普通市场上销售。2014年，该药物作为注射用砷剂的替代品被列入中国急性早幼粒细胞白血病治疗指南。该专利最初由一家电子公司的亏损性分拆企业天康制药持有。2015年，亿帆生物收购了天康制药的全部股权，开始加大对该药物的推广力度。

### 民族药物学
该药物在中国被批准为中成药。药物获得这种批准意味着它必须符合某种形式的中医理论，其适应症通常同时以现代医学语言和中医语言书写。就复方黄黛片而言，获批的中国药品说明书中列出了以下适应症：

清热解毒，益气生血。用于初治的急性早幼粒细胞白血病。

这四种成分据说也符合君臣佐使的规则，即每个中药方剂由少数几种“君药”和其他三类辅助药物组成。在这个方剂中，雄黄被视为“君药”，丹参为“臣药”，其余为“使药”。王等人（2008）报告的协同作用在国内媒体中被报道为对中医理论这一方面的科学验证。